# Gregor Weber (Historiker)
Gregor Weber (* 9. Juli 1961 in Offenburg) ist ein deutscher Althistoriker. Er lehrt seit 2003 als Professor für Alte Geschichte an der Universität Augsburg.

## Leben
Gregor Weber studierte von 1980 bis 1987 Geschichte, Griechisch und Katholische Theologie an den Universitäten Freiburg und Wien. Bereits vor dem Staatsexamen war er Stipendiat in der Grundförderung der bischöflichen Studienförderung Cusanuswerk. Die Stiftung förderte auch seine von Hans-Joachim Gehrke betreute Promotion Dichtung und höfische Gesellschaft. Die Rezeption von Zeitgeschichte am Hof der ersten drei Ptolemäer an der Universität Freiburg 1991. Während seiner Promotionszeit nahm er im Wintersemester einen Lehrauftrag in Freiburg wahr und war 1991 Mitglied des Freiburger DFG-Sonderforschungsbereichs 321 (Übergänge und Spannungsfelder von der Schriftlichkeit zur Mündlichkeit, Teilprojekt C9, Alte Geschichte).
Im Jahre 1991 wurde Weber zunächst Wissenschaftlicher Mitarbeiter und ab 1993 Assistent am Lehrstuhl für Alte Geschichte der Universität Eichstätt. Im Sommersemester hatte er auch einen Lehrauftrag an der Universität Erlangen-Nürnberg. Von 1995 bis 1999 arbeitete Weber im Teilprojekt Inscriptiones Graecae Eystettenes. Corpus der griechischen Inschriften von Bithynia-Pontus innerhalb des DFG-Schwerpunktprogramms Historische Grundlagenforschung zum antiken Kleinasien mit. Im Jahr 1998 erfolgte in Eichstätt die Habilitation mit der Arbeit Kaiser, Träume und Visionen in Prinzipat und Spätantike, für die er auch den Habilitationspreis der Eichstätter Universitätsgesellschaft erhielt. Im Wintersemester 1998/99 vertrat Weber den Lehrstuhlinhaber an der Freiburger Universität. 1999 wurde er auch Wissenschaftlicher Oberassistent am Lehrstuhl für Alte Geschichte der Katholischen Universität Eichstätt. Auf die Lehrstuhlvertretung im Sommersemester 2001 und dem anschließenden Wintersemester an der Universität Erfurt folgte 2002 die Ernennung zum Universitätsprofessor für Alte Geschichte auf eben jene Professur. Schon 2003 wechselte Weber an die Universität Augsburg, wo er seither in Nachfolge Gunther Gottliebs als Professor für Alte Geschichte lehrt.
Webers Forschungsschwerpunkte sind antike und moderne Demokratie, Geschichte des Hellenismus, Träume und Visionen in der Antike, antike Höfe und Monarchien, historische Anthropologie sowie Stadtentwicklung und Wasserversorgung von Städten. 2000 erhielt Weber den Preis der Volksbank Eichstätt für das interdisziplinäre Forschungs- und Ausstellungsprojekt Der Fluch der Inflation. Er war von 2005 bis 2009 Vorstandsmitglied der Mommsen-Gesellschaft. Seit 2006 ist er Vertrauensdozent der bischöflichen Studienförderung Cusanuswerk an der Universität Augsburg; von 2009 bis 2015 fungierte er als Direktor des Augsburger Instituts für Europäische Kulturgeschichte, von Herbst 2012 bis November 2015 als Geschäftsführender Direktor. Für das Wintersemester 2014/15 erhielt er ein Fellowship des Jakob-Fugger-Zentrums. Forschungskolleg für Transnationale Studien der Universität Augsburg. Von Oktober 2015 bis Oktober 2017 war er Dekan der Philologisch-Historischen Fakultät der Universität Augsburg, danach zwei Jahre Prodekan, von 2019 bis 2021 Mitglied des Universitätsrats und der Erweiterten Universitätsleitung. Aktuell gehört er dem DFG-Fachkollegium Alte Kulturen (2020–2024 und 2024–2028) an. Für 2021 wurde Weber der Ausonius-Preis der Universität Trier zugesprochen. Seit Dezember 2024 ist er korrespondierendes Mitglied des Deutschen Archäologischen Instituts (DAI).
Seit 2005 ist Weber gemeinsam mit Jürgen Malitz Herausgeber der Gnomon Bibliographische Datenbank (GBD) und zusammen mit Werner Rieß der Reihe  Alte Geschichte Forschung (AGF) im Verlag Vandenhoeck & Ruprecht (Göttingen), außerdem seit 2013 der Reihe Colloquia Augustana im Verlag de Gruyter (Berlin). Im Rahmen seiner Forschungen zu Träumen und Visionen in der Antike und darüber hinaus betreibt er die Forschungsdatenbank Dreams of Antiquity 2.0, die regelmäßig ergänzt wird. 2013/14 leitete Weber zusammen mit Reinhard Förtsch vom Deutschen Archäologischen Institut in Berlin das Projekt „Bibliographische Datenbanken als visualisiertes Wissensnetz“, das vom europäischen CLARIN-Programm gefördert wurde. Ziel ist die Erstellung einer gemeinsamen Plattform für die Gnomon Bibliographische Datenbank und den ZENON-Katalog des DAI. Er ist außerdem Mitglied des Beirats des Propylaeum Fachinformationsdienst Altertumswissenschaften und leitet hier zusammen mit Andreas Hartmann ein Teilprojekt des DFG-geförderten Fachinformationsdienstes (FID) Altertumswissenschaften zur Migration der GBD auf eine neue Plattform (GBD 2.0), die in zwei weiteren Förderphasen (2022–2024 und 2025–2027), erneut in Kooperation mit der Bayerischen Staatsbibliothek München, weiter ausgebaut wird (aktuell GBD 3.0). Von 2019 bis 2023 hat er das von der Deutschen Forschungsgemeinschaft geförderten Projekt Basileus eirenophylax – Friedenskultur(en) und monarchische Repräsentation in der hellenistischen Staatenwelt geleitet.
Gregor Weber ist verheiratet und hat zwei Töchter. Er ist unter anderem Mitglied der Deutschen Gesellschaft für Mykologie, des Pilzvereins Augsburg-Königsbrunn und des SC Freiburg.

## Schriften (Auswahl)

### Monographien
- Dichtung und höfische Gesellschaft. Die Rezeption von Zeitgeschichte am Hof der ersten drei Ptolemäer (= Hermes. Einzelschriften. Band 62). Steiner, Stuttgart 1993, ISBN 3-515-06297-1 (Zugleich: Freiburg (Breisgau), Universität, Dissertation, 1991).
- Kaiser, Träume und Visionen in Prinzipat und Spätantike (= Historia. Einzelschriften. Band 163). Steiner, Stuttgart 2000, ISBN 3-515-07681-6 (Zugleich: Eichstätt, Katholische Universität, Habilitations-Schrift, 1998).
- Studien zur hellenistischen Monarchie. C.H. Beck, München 2024, ISBN 978-3-406-81618-5.

### Herausgeberschaften
- mit Klaus Stüwe und Helmut Witetschek: Geisteswissenschaften und Wissenschaftspolitik an der Schwelle zum dritten Jahrtausend. Leske + Budrich, Opladen 1999, 2. verbesserte Auflage 2020, ISBN 3-8100-2677-8.
- mit Martin Zimmermann: Propaganda – Selbstdarstellung – Repräsentation im römischen Kaiserreich des 1. Jhs. n. Chr. (= Historia. Einzelschriften. Band 164). Steiner, Stuttgart 2003, ISBN 3-515-08251-4.
- Europa im Blick. Siebtes gemeinsames Symposion der Universitäten Augsburg und Osijek (= Schriften der Philosophischen Fakultäten der Universität Augsburg. Band 74). Ernst Vögel, München 2006, ISBN 3-89650-230-1.
- Kulturgeschichte des Hellenismus. Von Alexander dem Großen bis Kleopatra. Klett-Cotta, Stuttgart 2007, ISBN 978-3-608-94126-5 (online).
- Pseudo-Xenophon. Die Verfassung der Athener (= Texte zur Forschung. Band 100). wbg, Darmstadt 2010, ISBN 978-3-534-70561-0.
- mit Frank Hahlbohm und Frank Zschaler: Der Fluch der Inflation. Geldentwertungen im Römischen Reich und im 20. Jahrhundert (= Schriften der Universitätsbibliothek Eichstätt. Band 47). HWZ-Verlag, Eichstätt 2000, ISBN 3-00-006944-4.
- mit Klaus Stüwe: Antike und moderne Demokratie. Ausgewählte Texte (= Reclams Universal-Bibliothek. Band 18314). Philipp Reclam Jr., Stuttgart 2004 (2. überarbeitete Auflage 2019), ISBN 3-15-018314-6.
- mit Peer Schmidt: Traum und res publica. Traumkulturen und Deutungen sozialer Wirklichkeiten im Europa von Renaissance und Barock (= Colloquia Augustana. Band 26). Akademie Verlag, Berlin 2008, ISBN 978-3-05-004568-9.
- Alexandreia und das ptolemäische Ägypten. Kulturbegegnungen in hellenistischer Zeit. Verlag Antike, Berlin 2010, ISBN 978-3-938032-37-4.
- mit Sonia V. Rose und Peer Schmidt: Los sueños en la cultura iberoamericana (siglos XVI–XVIII) (= Colección Universos americanos. Band 6). Consejo Superior de Investigaciones Científica, Sevilla 2011, ISBN 978-84-00-09312-9.
- mit Kay Ehling: Konstantin der Große. Zwischen Sol und Christus (= Zaberns Bildbände zur Archäologie. = Sonderband der Antiken Welt.). Philipp von Zabern, Darmstadt u. a. 2011, ISBN 978-3-8053-4292-6.
- mit Andreas Hartmann: Zwischen Antike und Moderne. Festschrift für Jürgen Malitz zum 65. Geburtstag. Kartoffeldruck-Verlag, Speyer 2012, ISBN 978-3-939526-18-6.
- mit Kay Ehling: Hellenistische Königreiche. Philipp von Zabern u. a., Darmstadt 2014, ISBN 978-3-8053-4758-7.
- Artemidor von Daldis und die antike Traumdeutung. Texte – Kontexte – Lektüren (= Colloquia Augustana. Band 33). de Gruyter Oldenbourg, Berlin u. a. 2015, ISBN 978-3-11-040725-9.
- mit Mark Häberlein und Stefan Paulus: Geschichte(n) des Wissens. Festschrift für Wolfgang E. J. Weber zum 65. Geburtstag. Wißner-Verlag, Augsburg 2015, ISBN 978-3-95786-038-5.
- mit Natascha Sojc und Christopher Schliephake: „Nachhaltigkeit“ in der Antike. Diskurse, Praktiken, Perspektiven (= Geographica Historica. Band 42). Franz Steiner Verlag, Stuttgart 2020, ISBN 978-3-515-12733-2.
- mit Stefan Pfeiffer: Gesellschaftliche Spaltungen im Zeitalter des Hellenismus (4.–1. Jahrhundert v.Chr.) (= Oriens et Occidens. Band 35). Franz Steiner Verlag, Stuttgart 2021, ISBN 978-3-515-13079-0.
- mit Sebastian Gairhos, Andreas Hartmann und Salvatore Ortisi: Das römische Augsburg. Militärplatz, Provinzhauptstadt, Handelsmetropole. Wbg Philipp von Zabern, Darmstadt 2022, ISBN 978-3-8053-5340-3.
- mit Charalampos Chrysafis, Andreas Hartmann und Christopher Schliephake: Basileus eirenophylax. Friedenskultur(en) und monarchische Repräsentation in der Antike (= Studies in Ancient Monarchies. Band 9). Franz Steiner Verlag, Stuttgart 2023, ISBN 978-3-515-13477-4.